# 安曇町
安曇町（あどちょう）は、滋賀県高島郡にあった町。現在の高島市の南東部、湖西線安曇川駅の周辺、安曇川の右岸にあたる。
本項では町制施行以前にあった安曇村（あどむら）についても述べる。

## 地理
- 河川：安曇川

## 歴史
- 1889年（明治22年）4月1日 - 町村制の施行により、常磐木村・五番領村・田中村・三尾里村・西万木村の区域をもって安曇村が発足。
- 1940年（昭和15年）2月11日 - 安曇村が町制施行して安曇町となる。
- 1954年（昭和29年）11月3日 - 広瀬村・青柳村・本庄村と合併して安曇川町が発足。同日安曇町廃止。

## 交通

### 鉄道路線
- 江若鉄道
  - 江若鉄道線
    - 安曇駅（後の安曇川駅）

現在は旧町域に湖西線の安曇川駅が所在するが、当時は未開業。

### 道路
- 国道161号